# Crulai
Crulai (kʁy.lɛⓘ) es una comuna francesa situada en el departamento de Orne, en la región de Normandía.

## Demografía
| 655 | 572 | 648 | 705 | 720 | 783 | 803 |
| Para los censos de 1962 a 1999 la población legal corresponde a la población sin duplicidades (Fuente: INSEE [Consultar]) |     |     |     |     |     |     |